# 1928년 동계 올림픽 에스토니아 선수단
1928년 동계 올림픽 에스토니아 선수단은 스위스 장크트모리츠에서 개최된 1928년 동계 올림픽에 참가한 올림픽 에스토니아 선수단이다.

## 스피드 스케이팅

### 남자
| 선수                            | 종목  | 경주   | 경주 |
| 선수                            | 종목  | 기록   | 순위 |
| ------------------------------- | ----- | ------ | ---- |
| 알렉산데르 미트                 | 500m  | 47.7   | 22   |
| 알렉산데르 미트                 | 1500m | 2:35.0 | 19   |
| 알렉산데르 미트                 | 5000m | 9:35.2 | 21   |
| 크리스트프리에드 베르마이스테르 | 500m  | 46.2   | 15   |
| 크리스트프리에드 베르마이스테르 | 1500m | 2:33.6 | 19   |
| 크리스트프리에드 베르마이스테르 | 5000m | 9:46.2 | 24   |

## 참조
- Comité Olympique Suisse (1928). “Résultats des Concours des IImes Jeux Olympiques d'hiver” (PDF) (프랑스어). Lausanne: Imprimerie du Léman. 2011년 2월 16일에 원본 문서 (PDF)에서 보존된 문서. 2008년 6월 10일에 확인함.
- sports-reference